# Guy Dangain
Pour les articles homonymes, voir Dangain.
Guy Dangain, né le 12 juillet 1935 à Sains-en-Gohelle dans le Pas-de-Calais, est un clarinettiste français.

## Biographie
Guy Dangain, originaire du bassin minier du Pas-de-Calais, commence ses études musicales dans l'orchestre de la cité minière de Sains-en-Gohelle. Puis, il étudie au conservatoire de Lille avec Edmond Hannart en 1951-1952 et Ulysse Delécluse au Conservatoire de Paris où il obtient un premier prix dès la première année en 1953.
Soliste à l'Orchestre national de France 1963 à 1993, il joue en soliste le grand répertoire de la clarinette sous la direction de Lorin Maazel, Neville Marriner, Wolfgang Sawallisch, Leonard Bernstein, Jean Martinon, Karl Münchinger, Sergiu Celibidache, Emmanuel Krivine, Marc Soustrot, Karel Husa et Manuel Rosenthal.
Guy Dangain obtient le grand prix du disque (académie Charles-Cros) pour l'interprétation de la rhapsodie de Claude Debussy avec l'Orchestre national de France sous la direction de Jean Martinon.
En musique de chambre, il a joué avec Isaac Stern, Wolfgang Sawallisch, Régis Pasquier, Patrice Fontanarosa, Michel Dalberto, Roland Pidoux.
Professeur de déchiffrage au Conservatoire national supérieur de musique de Paris de 1975 à 2000, il donne des classes de maître dans le monde entier : Conservatoire Tchaïkovski de Moscou, aux États-Unis (Los Angeles, Boston, Minneapolis, Cincinnati), en Chine (Pékin, Shanghai, Canton, Hong Kong), Taiwan, Corée, Turquie, etc.
Il a été professeur de clarinette à l'École normale de musique de Paris de 2000 à 2019, après l'avoir été une première fois de 1972 à 1975.
Guy Dangain est directeur musical d'une collection de partitions et d'ouvrages pédagogiques aux éditions Billaudot et il publie également aux éditions Andel en Belgique. Il est essayeur et concepteur chez Selmer, fabrique d'instruments à vent. Fortement attaché au monde musical amateur, il a été plusieurs années président du conseil artistique de la Confédération musicale de France.
Il a contribué à créer en 1992 le festival de musique du Haut-Bugey à Nantua jusqu'en 2016.
Il est officier des Arts et des Lettres et chevalier des Palmes académiques.
Il joue le rôle d'un appariteur de la fondation dans Les Liaisons dangereuses (version avec Catherine Deneuve et Rupert Everett)

## Créations
- Partitions parues dans sa collection aux éditions Billaudot (sauf indication contraire d'éditeur), et qui lui sont dédiées[1]

### Pour clarinette seule
- Jean-Michel Damase : Hommage à Klosé : Chaconne. cop.1987
- Pierre-Max Dubois : 10 études transcendantes (1976). Première audition par Guy Dangain à Tokyo, au Japon.
- Pierre-Max Dubois : Sonate brève. Création par Guy Dangain à Helsinki - éd. Leduc
- Sung Ki Kim : Monologue pour Guy - cop. 1992
- Marcel Mihalovici : Récit (9 février 1973) - cop. 1974 - Première audition le 6 septembre 1973 par Guy Dangain, son dédicataire
- Jean Rivier : Les trois S : Sillages, Soliloque, Serpentins (dédiés à J. Lancelot, G. Dangain, G. Deplus)- éd. Transatlantiques, cop. 1974
- Lucie Robert : Dialogues avec soi-même - cop. 1981
- Louis Saguer : Quatre essais, éd. Jobert, cop. 1973
- Antoine Tisné : Invocations pour Ellora (1969). Première audition le 4 décembre 1972 par Guy Dangain à Radio France

### Autres œuvres
- Alain Bancquart: Écorces II (1966), pour violon clarinette cor piano, créé par Michèle Boussinot, Guy Dangain, André Fournier, Fabienne fournier à Radio-France en 1966. éd. Jobert
- Alain Bancquart : Possibles (1968), pour violon, clarinette et piano, créé par Michèle Boussinot, Guy Dangain, Fabienne Fournier à la Société Nationale en 1968. éd. Jobert (commande privée)
- Jean Bizet : Chant de la nuit, pour clarinette et cordes - Création le 17 janvier 1974, Orchestre de chambre de l'ORTF, direction André Girard[2]
- Pierre-Max Dubois : Coïncidence (clarinette et piano, concours du Conservatoire de Paris). Création à Paris par Guy Dangain et A.M. Panhaleux. Leduc
- Pierre-Max Dubois : Mini-Môme : trois pièces dédiées à Guy Dangain.
- Pierre-Max Dubois : Beaugency-Concerto - Orchestre de chambre de l'ORTF, direction Gérard Devos
- Georges Delerue : Elégia, cop.1977 ; Romance, cop.1981 (clarinette et piano)
- Désiré Dondeyne : Trio clarinette, violon et piano créé par Michèle Boussinot, Guy Dangain, Fabienne Fournier
- Ida Gotkovsky : Images de Norvège (clarinette et piano) - cop.1980, 1997
- Eugene Kurtz : Logo I (clarinette et piano, 1978-79) ; Logo II (clarinette, piano, 4 percussions) Création à Boston avec des membres de l'orchestre national - éd. Jobert
- Trygve Madsen : Sonate for Clarinet and Piano Op. 23. Créée le 26 août 1980, Oslo - éd. Musikk-Huset A/S, 1981 Trygve Madsen
- Trygve Madsen : Concerto op.40 - éd. Musikk-Huset A/S, 1986
- Jérôme Naulais : Parfums d'Orient - (clarinette et piano) - cop.2000
- Igor Stravinsky : Hommage à Kennedy, pour baryton et 3 clarinettes (cors de basset) - Bernard Demigny, baryton ; Guy Dangain ; Roland Simoncini ; et Henri Cliquennois ?. 16 mars 1967[3], Radio-France

## Publications
- À propos de la clarinette, Billaudot, 1991, 114 pages
- Prestige de la clarinette (en japonais), ed. Kosei, Japon
- Debussy et la Rhapsodie pour clarinette, Clarinette magazine no 10, 3e trimestre 1986, p. 23-30 ; reproduit aussi dans le journal Fréquences Selmer, supplément au no 15, décembre 2003 (Lire en ligne)
- La Musique :  ma vie, éditions Andel, 2020, 228 pages